# 시이드 알리 모하마드

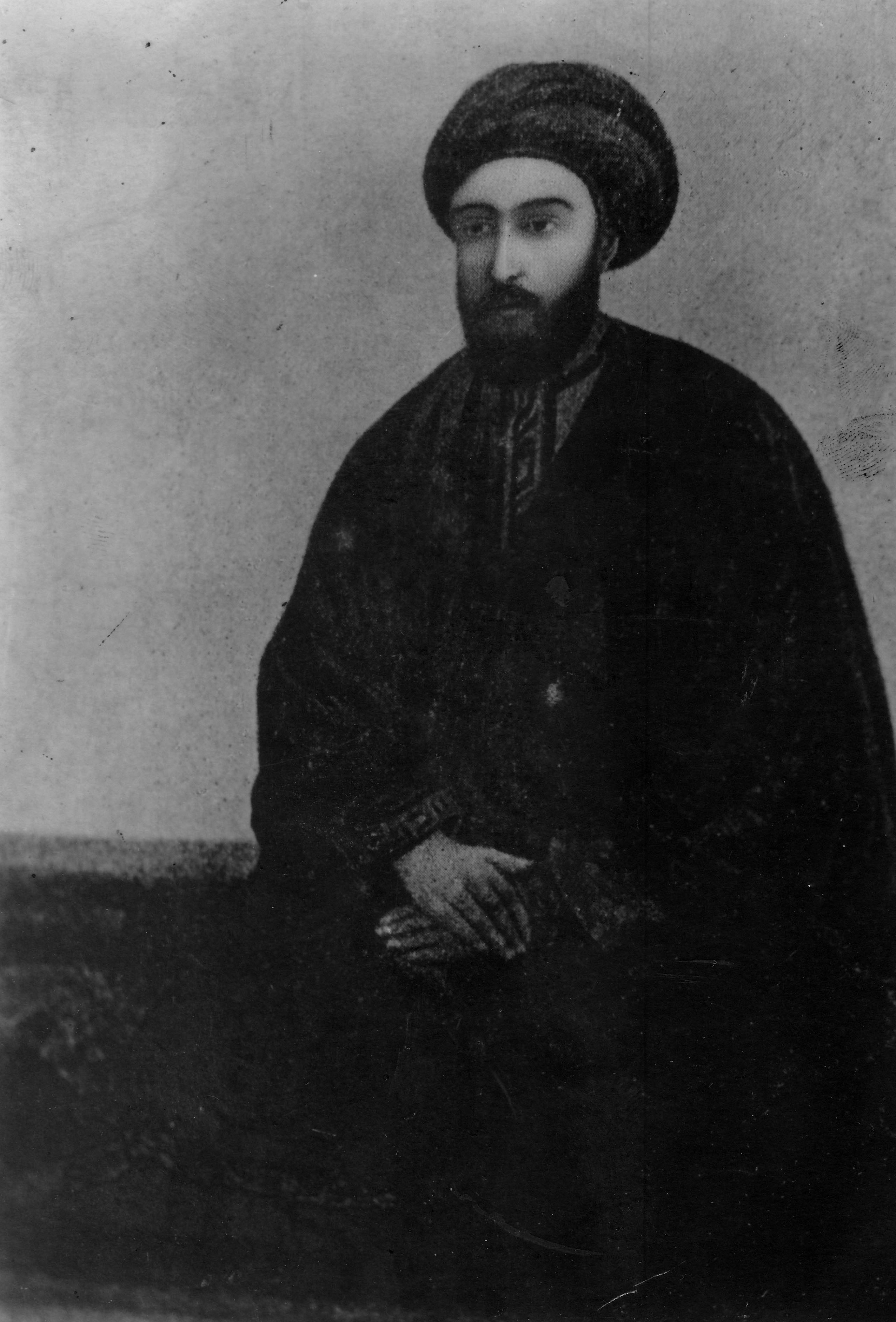
시이드 알리 모하마드

시이드 알리 모하마드(1819년 10월 20일 - 1850년 7월 9일)는 바브교의 창시자이자 바하이교에서 중요하게 여기는 세 존재 가운데 한 명이다. 그는 이란 쉬라즈의 상인이었으며 24세이던 1844년 5월 23일 마흐디("이끌어진 자")인 콰임("일어선 자")으로 지명되었다. 후일 그는 문을 뜻하는 바압으로 불리게 되었다. 바하이교에서는 조로아스터교의 경전에 등장하는 종말론적인 믿음에 따라 엘리야와 세례자 요한의 현신으로 여겨지고 있다. 또한 바하이교는 바브를 그들 종교의 선구자로 보며 그의 약속에 따라 신이 또 다른 예언자를 보낼 것이라 믿는다.

## 생애

### 성장 과정
시이드 알리 모하마드는 1819년 10월 20일 쉬라즈의 중간 계급인 상인 가문에서 태어났다. 그는 아버지를 아주 어릴때 여의고 삼촌의 손에 의해 길러졌다. 그는 무함마드의 손자 후세인 이븐 알리의 자손이라 한다. 그는 삼촌에게서 일을 배워 상인이 되었으며 페르시아만 인근의 부셰르에 터를 잡고 집 거래 등의 가업을 이었다. 그러나 그는 자신의 가업보다는 종교에 대한 공부에 열중하였다고 한다. 동시대의 기록에는 "그는 매우 잘 생겼으며 깨끗한 옷에 녹색 숄과 검은 터번을 두르고 다녔다. 우리들의 어떠한 질문에도 막힘이 없었으며 그 자신만의 생각을 분명히 나타내었다."고 기록되어 있다.
1842년 23세가 된 시이드 알리 모하마드는 1살 연하의 카디지 바굼과 결혼하였다. 이듬해 아이를 낳았으나 첫 돌을 넘기지 못하고 사망하였다.

### 바압으로서의 활동
1790년대 샤크 아흐마드로부터 시작된 샤키파는 시아파의 열두 이맘파에 근간을 둔 믿음으로 이들은 세상의 종말이 곧 도래할 것이며 최후의 심판에서 악의 무리와 맏설 마흐디인 콰임이 현신할 것이라 믿었다. 샤크 아흐마드의 후계자였던 시이드 카짐 라쉬티는 임종을 앞두고 그를 따르는 사람들에게 집을 떠나 콰임을 찾으라고 권유하였다. 라쉬티의 수제자 물라 후세인은 1844년 쉬라즈에 와 시이드 알리 모하마드를 만났으며 5월 23일 그가 콰임이자 바압이라고 믿게 되었다.
바압은 문(門)을 뜻하며 원래 열두 이맘파의 신앙에 근거한 것이었다. 이들은 바압을 은신한 열두 이맘과 소통할 수 있는 자로 여겼다. 시이드 알리 모하마드가 바압으로 선언된 뒤 18명의 전도자가 모이자 이들은 이란과 이라크에 전도를 시작하였다. 바비교는 시이드 알리 모하마드를 콰임 이자 세례자 요한의 현신으로 여겼다.

### 박해와 처형
이란 당국은 이들의 믿음이 널리 확산되자 경계심을 가졌다. 시이드 알리 모하마드는 박해를 피해 그에게 우호적인 이스파한으로 거쳐를 옮겼으나 후일 이스파한의 통치자가 사망하자 테헤란으로 압송되어 재판을 받고 이란 북부 타브리즈로 유배되었다. 1848년 이란의 샤 모하마드 샤 콰자르가 사망하자 이란 전역에서 반란이 일어났다. 이 와중에 2만여명의 바브교 신자들이 바브를 내세워 왕좌를 노린다는 이유로 학살되었다. 시이드 알리 모하마드는 마흐디와 이란의 왕을 사칭하였다는 혐의로 1850년 처형되었다.

## 가르침
시이드 알리 모하마드의 초기 가르침은 이슬람교 신앙에 따른 콰임의 도래와 관한 것이었다. 후일 그는 삼라만상의 존재에 대한 형이상학적 설명과 역사에 대한 신비주의적 해석으로 그의 가르침을 확대하였다.

## 영향
시이드 알리 모하마드의 사후 창시된 바하이교는 그를 자신들의 선구자로 여긴다.